# SN 2007kq
SN 2007kq – supernowa typu Ia odkryta 14 września 2007 roku w galaktyce A001943-0024. W momencie odkrycia miała maksymalną jasność 22,50m.